# Johs Harviken
Johs Harviken   (Elverum, 6 d'abril de 1943) és un esquiador de fons noruec, ja retirat, que va competir durant les dècades de 1960 i 1970.
El 1972 va prendre part en els Jocs Olímpics d'Hivern de Sapporo, on va disputar tres proves del programa d'esquí de fons. Fent equip amb Oddvar Brå, Pål Tyldum i Ivar Formo guanyà la medalla de plata en la cursa dels 4x10 quilòmetres, mentre en la dels 30 quilòmetres guanyà la medalla de bronze. També disputà els 15 quilòmetres, on fou quinzè.
En el seu palmarès també destaca un campionat nacional, el 1970. Es retirà després de no classificar-se per disputar els Jocs de 1976.